# Доминант
Доминант (англ. Dominant) — общее название группы распространённых кроссов домашней птицы яичного направления, родом из Чехии. Кроссы выводятся фирмой под названием «Dominant CZ». Всего за 30 лет было выведено около 28 кроссов кур-несушек.
Большинство кроссов были выведены на основе популярных яичных, мясо-яичных, а также мясных пород кур: леггорн, корниш, суссекс, плимутрок, род-айленд, андалузские голубые, беспородные куры. Некоторые (например, DS109), были выведены на основе старых кроссов араукана или маран.

## История выведения
В 1989 году в Чехии была основана фирма — «Dominant CZ». Её целью была селекция для создания группы птицы, неприхотливых к кормам и условиям содержания, с хорошим здоровьем и устойчивым иммунитетом, высокой яичной и мясной производительностью при небольшом количестве корма, спокойным характером и красивым внешним видом.
Общее количество стран, в которых разводятся куры — более 60 (Польша, Словакия, Швейцария, Германия, Италия, Словения, Украина, Бангладеш, Филиппины, Ангола, Нигерия, Эквадор, Канада, Мексика, Россия, Пакистан, США, Чили и др.) на 4 материках — Европа, Азия, Африка и Америка. В Россию куры также экспортируются. С 1994 года они поставлялись в Крым, а в 2016 году несушки появились в Ярославской области.
В 2018 году доктор наук, владелец фирмы Dominant CZ М. Тыллер посетил Ставрополье и осмотрел российскую птицу.

## Описание
Под маркой Dominant CZ производится 28 кроссов, отличающихся окрасом оперения. Часто встречаются чёрные, коричневые, рябые (пятнистые) и белые. Их тело приземистое, а грудь хорошо развита, ноги крепкие и сильные. Голова некрупная, украшена большим гребешком и серёжками. Крылья довольно плотно прилегают к телу, хвост поднят наверх. Оперение пышное и густое.
Сохранность молодняка высокая — 95-97 %, взрослых кур — 93-97 %. Пол цыплят можно определить уже в суточном возрасте.
Как и все куры, доминанты линяют каждый год, заменяя перо на новое. Линька длится 1-2 месяца. Яйценоскость во время линьки снижается.
При хороших условиях содержания птица может прожить 7-10 и более лет.
Эта птица отличается спокойным и неагрессивным характером. Однако куры, несмотря на то, что являются спокойными и не суетливыми, могут иногда поднимать громкий крик. Каждый кросс по-своему реагирует на людей и имеет свои особенности характера. Например, Д 300 — чрезвычайно подвижный, а также немного пугливый. Кросс под названием Д 459 — очень спокойный и ручной. Леггорн 229 тоже довольно спокоен. Куры и петухи доминантов 149 и 109 коммуникабельные, не пугливые и быстро приручаются.

## Продуктивность
Все самые распространённые кроссы (D 104, D 109, D 159, D 959, D 107, D 102 и другие) дают от 280 до 310 крупных яиц, весом до 70 и даже больше граммов. Кроссы, которые выведены в 2020 году для получения зелёных и голубых яиц (GS107, GS159, GS959, GS300, GS459 и другие) откладывают 240-260 в; компания Dominant CZ планирует увеличивать яйценоскость этих кроссов с каждой селекцией. Кросс для получения тёмно-коричневых яиц — DS109 — несёт 250—270 яиц в год.  Обычный вес яйца составляет 63-62 грамма.
Доминанты считаются одними из самых яйценоских кур в мире. На Международной испытательной станции в Устрашицах в 2016 году курица кросса D 723 показала самые высокие результаты сравнительных испытаний среди всех гибридов Dominant CZ - она снесла 338 яиц за 74 недели.
Как и у всех кур, каждый год яйценоскость у доминантов падает на 10-15 %. Нестись птица начинает рано — к 5-6 месяцам после рождения. Больше яиц несушки откладывают в возрасте 1,5 года.
Цвет яиц кроссов разнообразен. В цвета яиц входят: коричневый, белый, кремовый, зелёный, синий — это наиболее распространённые окрасы яиц. Но есть единственный кросс — DS109, который несёт тёмно-коричневые яйца. Это идёт от кур маран.
Все кроссы могут использоваться для получения мяса; в основном для этого используют петухов. Живая масса 18-недельных молодок 1,3-1,6 кг, а петухов 1,6-2,3 кг. Вес взрослых самцов до 2,8 и более килограммов, а кур — от 1,9 до 2,4 кг.

## Содержание
Кроссы легко уживаются в разных условиях и поэтому неприхотливы в содержании. Птица может содержаться с выгулом или без выгула, в клетках. Сарай для птиц утепляют, однако отапливать его, если климат не холодный, не обязательно. Птица имеет густое оперение и хорошо переносит морозы, но в курятнике не должно быть сквозняков. Оптимальная влажность — 65 %. Для кур кроссов Доминант недопустимо переуплотнение и резкие нарушения микроклимата, в противном случае куры будут плохо нестись. Нагрузка на 1 гнездо — 4-5 несушек. Световой день должен длиться не более 19 часов. Эта величина должна сохраняться, так как несушки реагируют на уменьшение или увеличение светового дня уменьшением яйценоскости.
Высота изгороди должна быть не меньше 1,8 метров. Это необходимо потому, что куры высоко летают.
Основные нормы следующие: плотность посадки в возрасте 1-10 неделя — 10 голов/м², в 11-18 недель — 8 голов/м², а в 19-78 недель — 5 голов на квадратный метр. Глубина подстилки 8-20 см. Обязательно наличие кормушек и поилок в нужном количестве, чтобы куры нормально питались. Расстояние между кормушками и поилками должно быть по возможности максимальным. У кур всегда в доступе должен быть корм — зерновые культуры, а также вода. В случае уменьшения количества корма птица будет хуже нестись. На 1 взрослую курицу даётся в сутки 105—125 граммов. Из-за резкой смены корма куры будут хуже нестись. Взрослую птицу  кормят в 8:00 и 16:00.

## Кроссы
Доминант — общее название кроссов, производимых маркой «Dominant CZ». Список кроссов приводится в таблицах. Каждый кросс имеет своё название и обозначение в виде трёх цифр. D — сокращённый код от названия птицы доминант.
| Код   | Описание | Яйценоскость                                                  | Цвет яйца  | Родители (происхождение)    |
| ----- | --- | ------------------------------------------------------------- | ---------- | --------------------------- |
| D 102 | Курица коричневая, петух похож на Д 843. | 310 яиц в год                                                 | Коричневый | Род-айленд                  |
| D 104 | Курица похожа на породу кур суссекс. Петух такой же. | 300 яиц в год                                                 | Коричневый | Суссекс                     |
| D 107 | Курица в основном светло-серая, но у неё очень тёмно-серая шея. Петух преимущественно светло-серый, но на шее и крыльях у него чёрно-белая полоска.                                                            | более 310 яиц в год                                           | Коричневый | Плимутрок                   |
| D 109 | Курица в основном чёрная, но у неё есть коричневые полосы на шее и изумрудный оттенок на крыльях. Петух пятнистый.                                                                                             | около 300 яиц                                                 | Коричневый | Род-айленд, плимутрок       |
| D 149 | Курица в основном чёрная, но на шее и груди у неё есть белые полосы. Петух чёрный, но вся голова, шея и крылья белые                                                                                           | 300 яиц в год                                                 | Коричневый | Суссекс, плимутрок          |
| D 159 | Курица в основном коричнево-белая с полосами, а на хвосте есть чёрное пятно. Цвет петуха похож на цвет курицы, но на спине он темнее.                                                                          | 300 яиц в год                                                 | Коричневый | Род-айленд                  |
| D 187 | Выведен в 2020 году. Курица похожа на Д 107, но на шее перья темнее. Петух — как Д 107. | от 290 до 300 яиц в год                                       | Коричневый | Плимутрок                   |
| D 189 | Выведен в 2020 году. Куры и петухи похожи на Д 109, но без зелёного отлива. | от 290 до 300 яиц в год                                       | Коричневый | Плимутрок                   |
| D 192 | Курица преимущественно коричневая. Петух белый. | более 300 яиц в год                                           | Коричневый | Род-айленд, суссекс         |
| D 229 | Петух и курица — белые. Очень похож на леггорна. | очень высока; достигает 320 яиц в год.                        | Белый      | Леггорн                     |
| D 300 | Курица очень красива, коричневого цвета с жёлтой шеей. Петух коричневый с зелёным хвостом. | 280 яиц в год                                                 | Кремовый   | Бурый леггорн               |
| D 301 | Курица похожа на Д 300, но имеет белые точки по всему телу. Петух — как и курица. | 280 яиц в год                                                 | Кремовый   | Бурый леггорн               |
| D 304 | Курица очень похожа на Д 104, но полос на ней меньше. Петух похож на курицу. | 260 яиц в год                                                 | Кремовый   | Леггорн                     |
| D 392 | Выведен в 2020 году. Курица похожа на Д 192, светлее. Петух очень красив, с бело-жёлтой полосой на шее, с чёрной полосой на брюхе, коричневые и чёрные крылья, жёлтые перья за крыльями и чёрно-зелёный хвост. | 280 яиц в год                                                 | Кремовый   | Бурый, колумбийский леггорн |
| D 459 | Курица преимущественно бело-коричневая. Петух похож на суссекса, но с коричневыми вкраплениями. | 300 яиц в год                                                 | Коричневый | Род-айленд, суссекс.        |
| D 723 | Курица похожа на леггорна. Петух тоже, но у него есть кремовый оттенок на шее. | самая яйценоская курица в мире; курица снесла 338 яиц за год. | Кремовый   | Леггорн, род-айленд         |
| D 843 | Курица кремово-белого цвета, с коричневыми точками на крыльях. Петух белый, с кремовыми пятнами на голове и крыльях, и коричневый.                                                                             | 300 яиц в год                                                 | Коричневый | Род-айленд                  |
| D 853 | Курица коричневая, но на конце хвоста есть чёрное пятно. Петух весь коричневый, с тёмно-коричневым окрасом по всей спине.                                                                                      | 300 яиц в год                                                 | Коричневый | Род-айленд                  |
| D 902 | Выведен в 2020 году. Курица похожа на D159, но намного светлее по цвету. Петух преимущественно белый, со светло-коричневыми полосами на шее, крыльях и хвосте.                                                 | 300 яиц                                                       | Коричневый | Род-айленд                  |
| D 959 | Курица пятнистого (рябого) окраса. Петух в основном чёрный, но у него кремово-белая и чёрная перемычка на шее.                                                                                                 | 310 яиц в год; одна из самых яйценоских кроссов               | Коричневый | Плимутрок, род-айленд       |

А также, в 2020 году, было выведено ещё несколько кур для получения зелёного и синего яйца. Всего в 2020 году, во время пандемии коронавируса, было выведено 12 новых кур-несушек для получения синего, зелёного, кремового, тёмно-коричневого, белого и светло-коричневого яйца, в том числе — и 7 кур куропатчатого окраса.
| Код   | Описание | Яйценоскость            | Цвет яйца | Родители                           |
| ----- | --- | ----------------------- | --------- | ---------------------------------- |
| GS107 | Улучшенный кросс кур Голубой (Д107). Курица почти такая же, как и курица Д107, отличается только гребнем. Петух такой же, как петух Д107.                                                                      | от 240 до 260 яиц в год | Голубой   | Петух Greenshell GS300 Курица D107 |
| GS159 | Улучшенный кросс кур красной полосатой (Д159). Курица такая же, как и курица Д159. Петух похож на петуха Д159, только более тёмного цвета.                                                                     | 240-260 яиц в год       | Зелёный   | Петух Greenshell GS300 Курица D159 |
| GS229 | Улучшенный кросс кур леггорн (Д229). Курица почти такая же, как и курица Д229, отличается только гребнем. Петух похож на петуха Д723, а не на петуха Д229.                                                     | от 240 до 260 яиц в год | Зелёный   | Петух Greenshell GS300 Курица D229 |
| GS300 | Улучшенный кросс кур Д300. Куры пятнистые, петухи полностью отличаются от петуха Д300, у него белая шея, бело-коричневые крылья, чёрные грудь и живот, белые и коричневые перья за крылом и чёрно-белый хвост. | от 240 до 260 яиц в год | Зелёный   | Петух Араукана Курица D300         |
| GS459 | Улучшенный кросс кур Д459 Курица не похожа на кур Д459, так как у неё чёрно-серый хвост и несколько серых перьев на спине, и они довольно тёмные. Петух такой же, как петух Д459.                              | от 240 до 260 яиц в год | Зелёный   | Петух Greenshell GS300 Курица D459 |
| GS902 | Доработанный кросс новых кур Д902. Курица почти такая же, как и курица Д902, отличается только гребнем и немного более светлым окрасом. Петух такой же, как петух Д902                                         | от 240 до 260 яиц в год | Зелёный   | Петух Greenshell GS300 Курица D902 |
| GS959 | Улучшенный кросс кур Д959. Курица почти такая же, как и курица Д959, отличима только по гребню. Петух такой же, как петух Д959                                                                                 | от 240 до 260 яиц в год | Зелёный   | Петух Greenshell GS300 Курица D959 |

А также в 2020 году был выведен единственный на данный момент кросс с тёмно-коричневой скорлупой яйца.
| Код   | Описание | Яйценоскость      | Цвет яйца        | Происхождение           |
| ----- | --- | ----------------- | ---------------- | ----------------------- |
| DS109 | Улучшенный кросс кур Чёрный Д109. Курица полностью чёрная. У неё частично оперённые лапы. Петух похож на петуха Д109, но имеет коричневые отметины вместо белых. У него также частично оперённые лапы. | 250-270 яиц в год | Тёмно-коричневый | Петух маран Курица D109 |

## Галерея

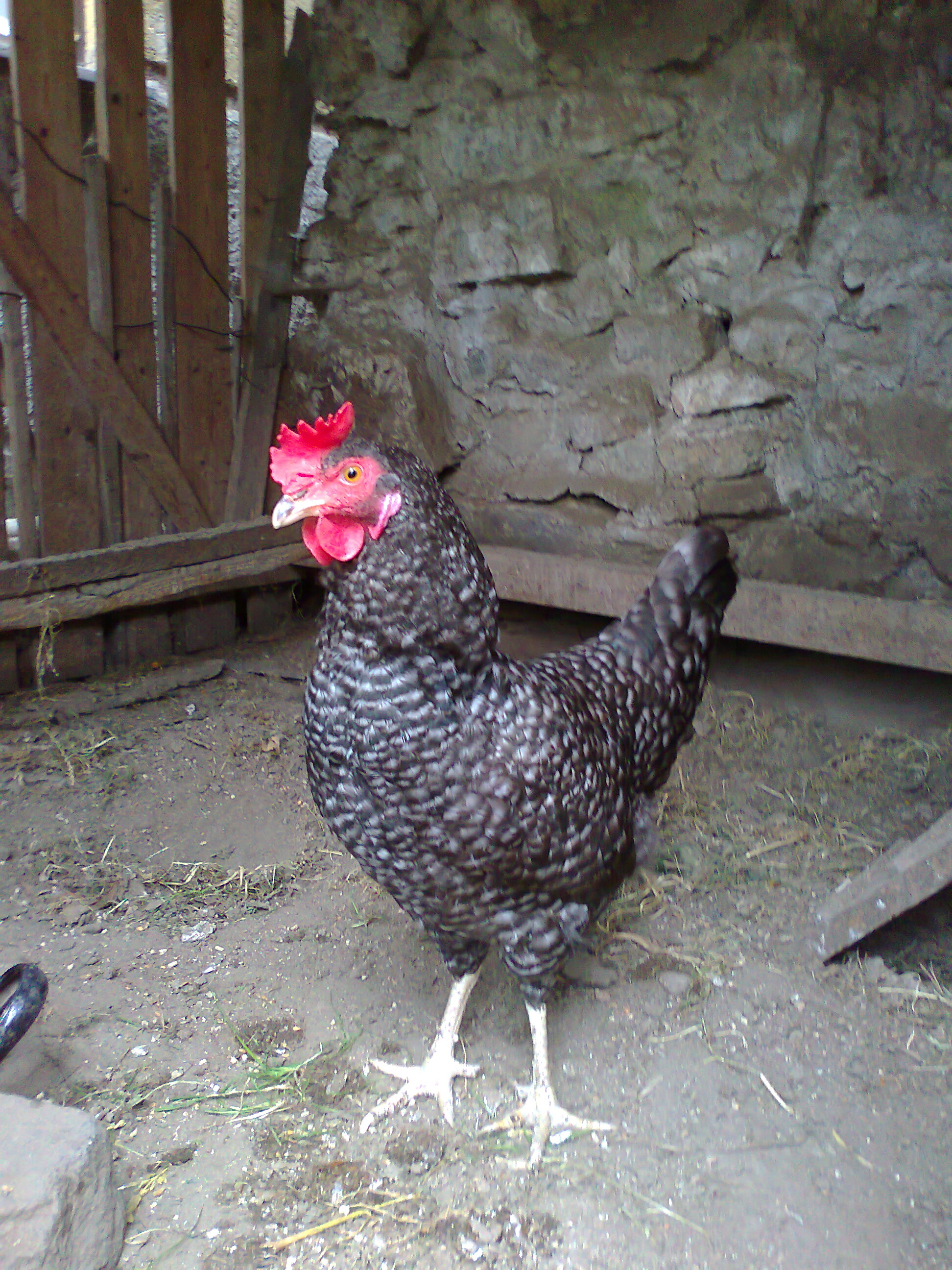
Д  189
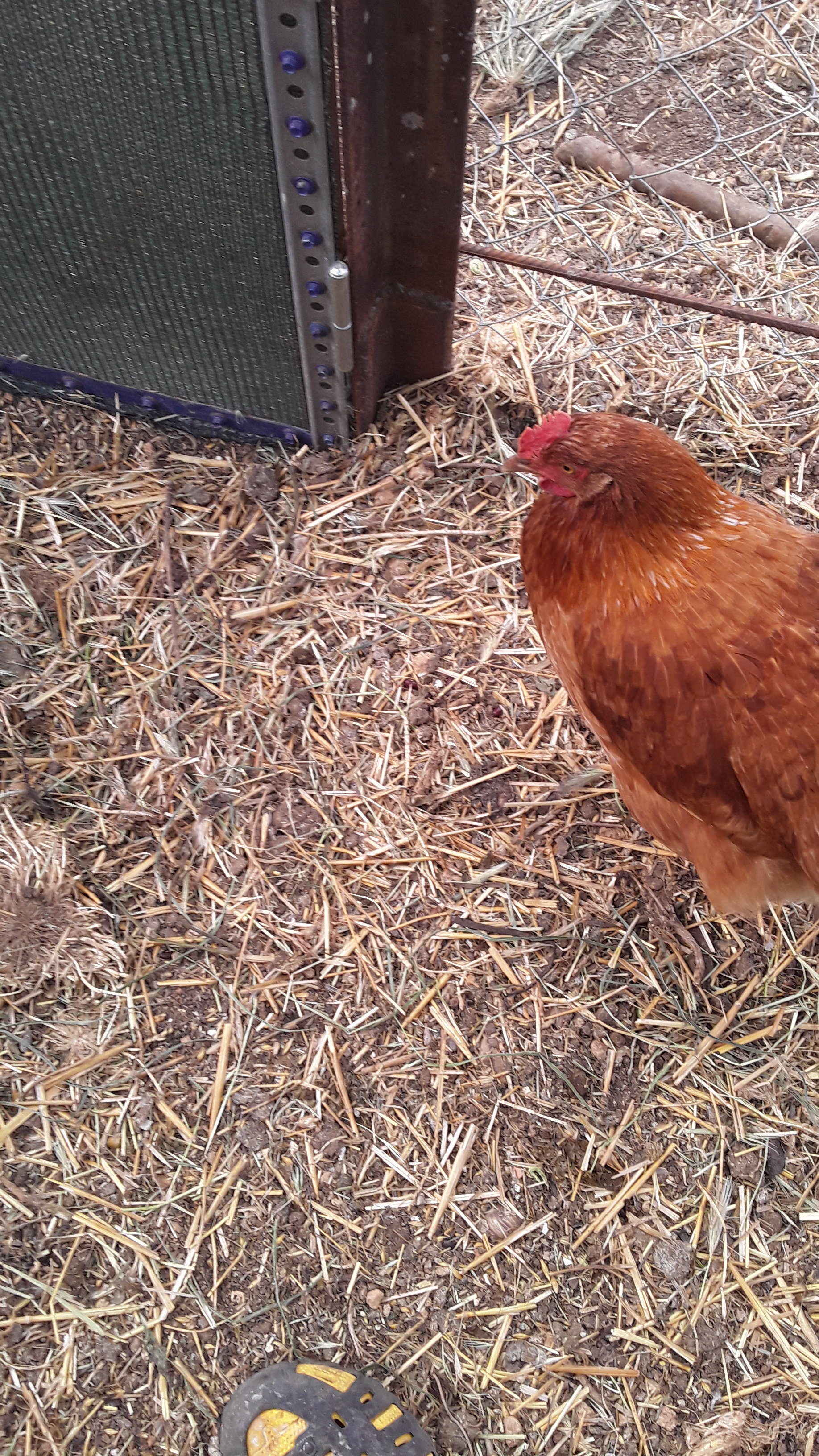
Д 853 красного цвета.
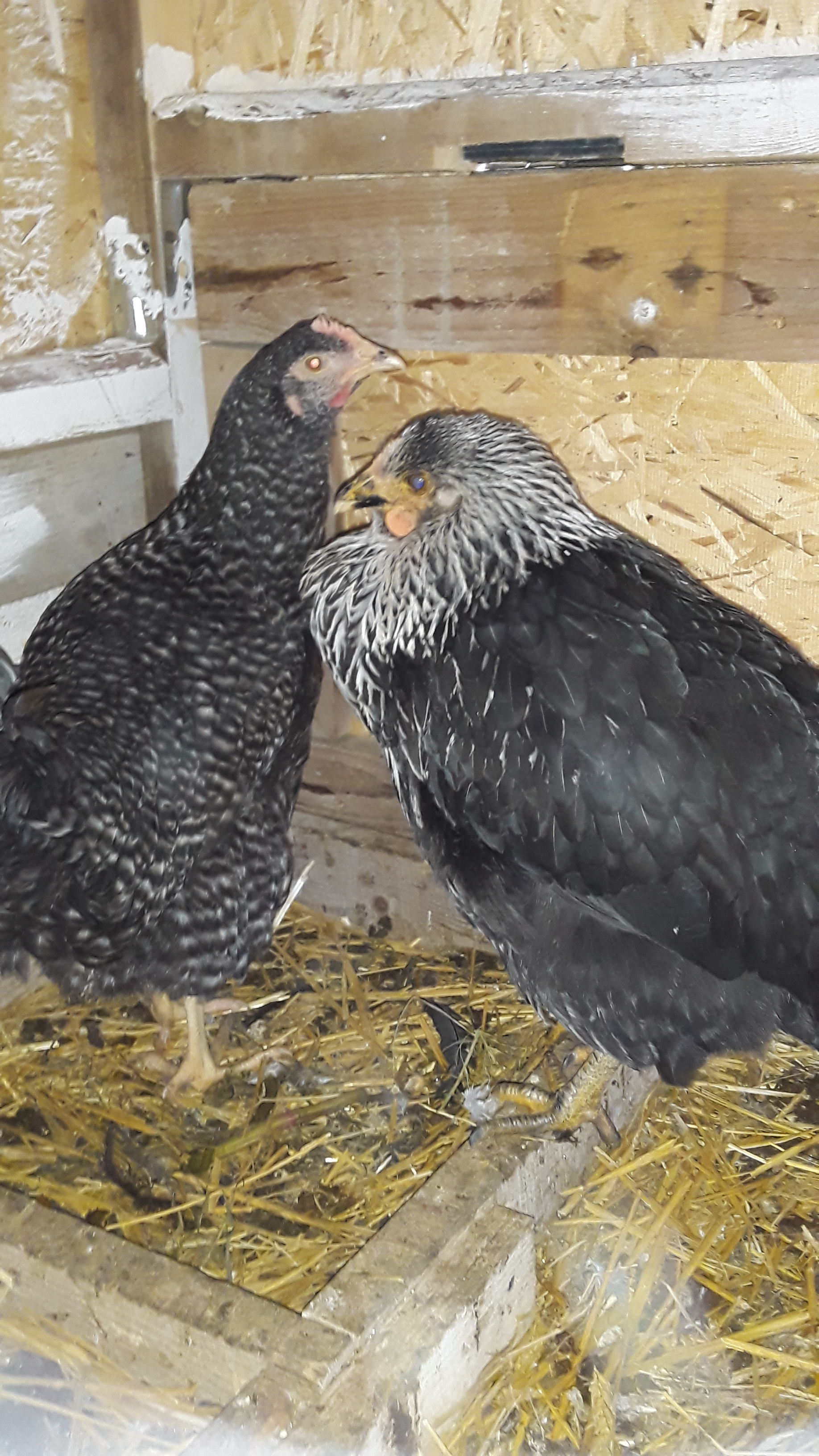
Курица Д 959 и Д 149.
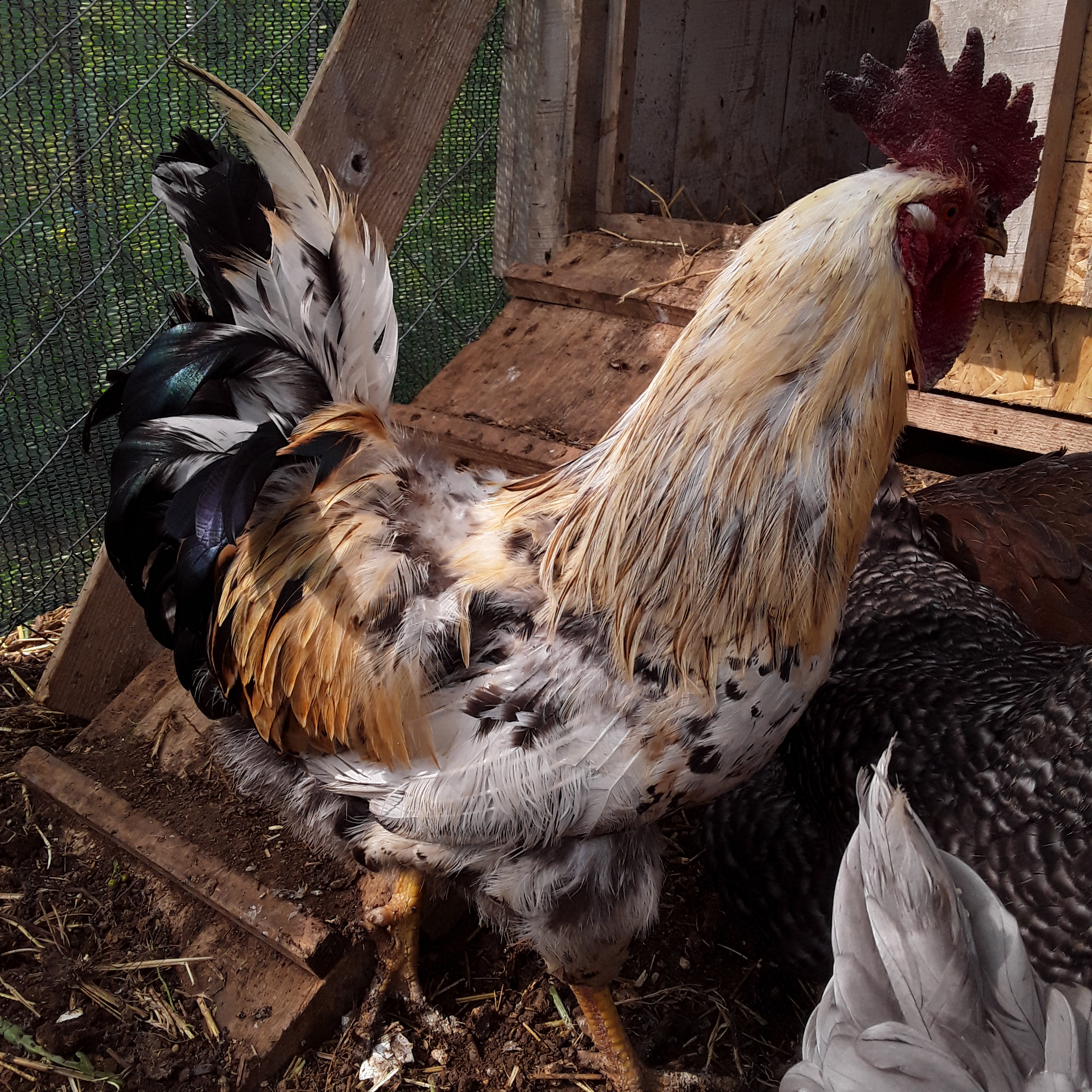
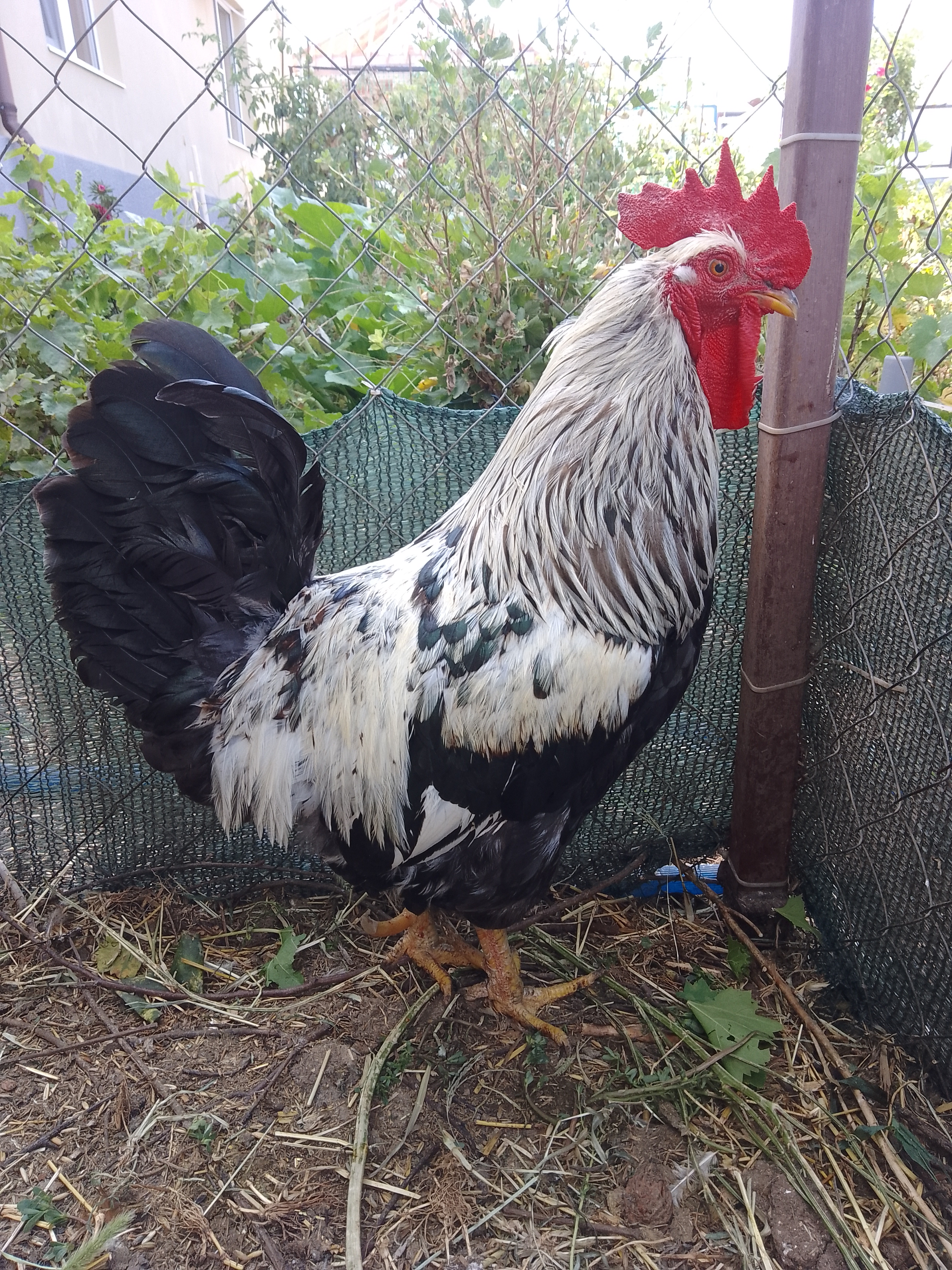